# گراهام اوروین
گراهام اوروین (انگلیسی: Graham Urwin؛ زادهٔ ۱۵ فوریهٔ ۱۹۴۹) بازیکن فوتبال اهل بریتانیا است.
از باشگاه‌هایی که در آن بازی کرده‌است می‌توان به باشگاه فوتبال دارلینگتون اشاره کرد.